# موریرا
موریرا (به اسپانیایی: Moraira) یک منطقهٔ مسکونی در اسپانیا است که در تئولادا واقع شده‌است. موریرا ۱۰٬۰۰۰ نفر جمعیت دارد.